# Forgotten Tales
Forgotten Tales ist eine kanadische Power-Metal-Band aus Quebec.

## Geschichte
Forgotten Tales wurde im Oktober 1999 in Quebec als Ergebnis eines Musikprojekts von Rene Pineault gegründet. Zunächst coverte sie europäische Powermetal-Lieder und da es nur sehr wenige Bands dieser Musikrichtung in Kanada gab, hatten sie viele Konzertbesucher. Zwei Konzerte als Vorband für Nightwish motivierten die Band dazu, ein Album mit eigenen Liedern zu produzieren, das im Oktober 2001 unter dem Titel The Promise erschien. Es folgten weitere Support-Auftritte für Bands wie Edguy und Gamma Ray und im August 2004 die Veröffentlichung des zweiten Albums All the Sinners. 2006 spielten sie mit Sonata Arctica ein paar Shows und 2007 auf dem „Quebec's Summer Festival“. Im Jahr 2010 wurde das dritte Album We shall see the light veröffentlicht.

## Diskografie
Alben
- 2001: The Promise
- 2004: All the Sinners
- 2010: We Shall See the Light